# Agabus undulatus
Espèce
Agabus undulatus est une espèce d'insectes de l'ordre des coléoptères, de la famille des dytiscidés.